# Setodes curvisetus
Setodes curvisetus är en nattsländeart som beskrevs av Kobayashi 1959. Setodes curvisetus ingår i släktet Setodes och familjen långhornssländor. Inga underarter finns listade i Catalogue of Life.